# 国際定期航空操縦士協会連合会
国際定期航空操縦士協会連合会（こくさいていきこうくうそうじゅうしきょうかいれんごうかい、International Federation of Air Line Pilots' Associations、IFALPA）は各国に存在する航空機操縦士協会の国際組織である。1948年に設立され、本部はカナダのケベック州モントリオールに置かれている。

## 歴史
第二次世界大戦の終結後、国際民間航空網の再建も進められたが、国際線に乗務するパイロットは国境を越えた途端に自国の航空機操縦士協会の保護が受けられなくなる、という現実に行き当たった。さらに、パイロットは新設された国際民間航空機関 (ICAO) に対して意見表明する手段も持ち合わせていなかった。このため、1948年4月にロンドンで国際定期航空操縦士協会連合会の設立総会が開催された。 IFALPAは1948年から2012年まで本部をイギリスに置いていたが、2012年にカナダ・モントリオールのICAO本部の近くに移転した。 

## メンバーシップ
1976年の時点で、IFALPAには60カ国の航空機操縦士協会が加盟し、54,000人のパイロットを代表していた。2015年には100カ国以上、10万人以上にまで拡大した。

## ICAOとの関係
IFALPAには、規制、産業および安全/技術の各分野に多数の常任委員会が設けられている。また、規制、設計基準、航空管制、空港の要件などについてパイロットの意見を反映するために、多数のICAOパネルおよびタスクフォースに席が設けられている。 